# Sergio Parisse
Sergio Parisse (* 12. September 1983 in La Plata, Argentinien) ist ein ehemaliger italienischer Rugby-Union-Spieler, der für Stade Français und die italienische Nationalmannschaft aktiv war. Er spielte auf der Position Nummer 8. Wie viele andere italienische Rugby-Union-Spieler wuchs Parisse in Argentinien auf; seine Eltern waren zuvor aus Italien emigriert.
Parisse gab 2002 sein Debüt bei der 30:64-Niederlage gegen Neuseeland. Er entwickelte sich schnell zu einem der Schlüsselspieler der Azzurri, eine schwere Verletzung warf ihn 2004 jedoch weit zurück. Er schloss sich den Brüdern Mauro und Mirco Bergamasco an und wechselte aus der italienischen Liga in die Top 14 zu Stade Français.
2008 übernahm er erstmals das Kapitänsamt bei der Nationalmannschaft und wurde zu einem der herausragendsten Spieler der Six Nations in diesem Jahr. Aufgrund dieser Leistung nominierte ihn das International Rugby Board neben dem Schotten Mike Blair, dem Neuseeländer Daniel Carter und den Walisern Ryan Jones und Shane Williams zum Spieler des Jahres. Williams gewann die Wahl.
Parisse ist seit geraumer Zeit mit der ehemaligen Miss France und Miss Europe Alexandra Rosenfeld liiert.